# Алчевський тунель
Тунель в Алчевську — автомобільний тунель прокладений під Алчевським металургійним комбінатом для сполучення основної частини міста з мікрорайонами ім. Горького (сел. Жиловка) та сел. Адміністративне і залізничним вокзалом.
Довжина тунелю — 485 м.
Тунель збудований у 1950-тих роках у зв'язку з розширенням металургійного заводу та зносом пішохідного мосту, що раніше сполучав відрізані райони міста. У 1958 році тонелем прокладено тролейбусну лінію.